# Estatira (esposa de Artaxerxes II)
Estatira (em grego: Στάτειρα) foi uma rainha aquemênida, consorte do rei persa Artaxerxes II e mãe de seu sucessor, Artaxerxes III. Estatira era uma mulher bonita e tinha uma grande influência sobre o rei.
Não existe uma biografia completa e moderna de Estatira. As principais fontes antigas são os fragmentos da obra Pérsica de Ctésias, que nos oferece informações essenciais, visto que Ctésias vivia na corte persa na época. O Artoxerxes de Plutarco é amplamente baseado no trabalho de Ctésias e Anábase de Xenofonte oferece alguns detalhes sobre ela.

## Biografia
Estatira era filha do sátrapa Hidarnes III, descendente de um dos homens que ajudaram Dario, o Grande a assumir o trono persa em 522 a.C. Ela se casou com Artaxerxes II, filho mais velho de Dario II e sua esposa Parisátide, antes dele se tornar rei. Talvez Dario II (r. 423–405 a.C.) quisesse estabelecer boas relações com a importante família aristocrática, da qual Estatira descendia, já que seu irmão Teritucmes se casou com Amástris, filha de Dario.[carece de fontes?] Teritucmes se apaixonou por sua meia-irmã Roxana e começou odiar sua esposa, posteriormente ele tenta iniciar uma rebelião mas acaba sendo morto por Udiastes.
A esposa de Dario II, Parisátide, ordenou a execução de toda a família de Teritucmes: sua mãe, seus irmãos Mitrostes e Helico e suas irmãs. Roxana foi cortada em pedaços enquanto viva, e o rei Dario II ordenou o mesmo castigo para Estatira, mas Artaxerxes II, seu filho e marido de Estatira, implorou a sua mãe Parisátide para poupar a vida de Estatira. Parisátide poupou a vida de Estatira, mas Dario disse que um dia ela iria se arrepender desta decisão. Tissafernes, que provavelmente denunciou seu irmão Teritucmes, também não foi executado.

### Reinado

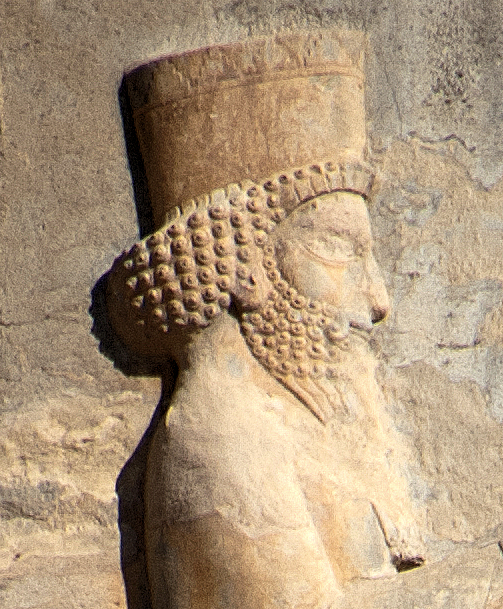
Artaxerxes II, marido de Estatira

Após um reinado de trinta e cinco anos Dario II morreu, sendo sucedido por seu filho Artaxerxes II (r. 405–359 a.C.) Estatira parece ser a única esposa legal, apesar de muitas concubinas. Ela lhe deu um filho, Artaxerxes III, herdeiro do trono, e possivelmente outros filhos. De acordo com o genealogista inglês William Berry, Dario e Ariaspes também eram filhos de Estatira com Artaxerxes II, porém os demais, Oca, Amástris, Atossa, Rodoguna, Apune, Arsames e outros 115 filhos, seriam filhos de outras esposas e concubinas. A rainha-mãe Parisátide e Estatira tentaram ser a principal influência política do rei; então as mulheres se tornaram rivais amargas.[carece de fontes?]
Estatira além de influente também era popular, pois o rei permitia que ela viajasse em sua carruagem com as cortinas abertas, para que o povo que passasse a visse e pudesse cumprimentá-la. Em algum momento em que Estatira era rainha, um rei anônimo do Egito enviou-lhe uma bela escrava de presente. O incidente parece atestar um esforço diplomático para evitar uma ameaça de invasão persa para recuperar o controle do Egito.
Udiastes, que havia executado Teritucmes, teve sua língua cortada e morreu pelo ferimento, por ordem de Estatira, o que deixou Parisátide irritada.
Segundo Plutarco, a rivalidade entre Estatira e Parisátide começou durante a revolta de Ciro, o Jovem em 401 a.C. contra seu irmão, o rei Artaxerxes II; Estatira acusou Parisátide de haver incitado a revolta de Ciro contra o irmão. Quando Ciro se preparou secretamente para lançar um ataque em grande escala contra seu irmão, o rei foi avisado pelo irmão de Estatira, Tissafernes, e isso lhe deu tempo para preparar as forças que finalmente derrotaram e mataram Ciro. Após a morte de Ciro, a crueldade com que Parisátide perseguiu todos os que tinham alguma participação pessoal na morte de seu filho irritou Estatira, que se opôs à sogra. Consta que o ódio intenso entre as duas mulheres levou Parisátide a incentivar Artaxerxes II a ter relacionamento extraconjugais para entristecer sua esposa. Estatira também se manifestou publicamente contra as crueldades da rainha-mãe na corte persa.[carece de fontes?]
Estatira alimentou suspeitas contra Parisátide e seus seguidores. O conflito foi intensificado por diferenças sobre o tratamento dado ao comandante grego que havia sido capturado, Clearco de Esparta. Parisátide queria salvar sua vida, mas Estatira, vendo que ele representaria um perigo para o rei, persuadiu Artaxerxes a condenar Clearco à morte. Mas embora ela tenha tido sucesso neste caso, ela não poderia manter sua posição contra a crescente influência de Parisátide, que tornou-se tão confiante em seu poder sobre a mente de seu filho, que ela decidiu tirar Estatira de seu caminho.

### Morte
Segundo Ctésias, Estatira foi envenenada por Parisátide. O motivo apresentado por Ctésias, de que foi por causa da morte de Clearco, é considerado absurdo por Plutarco, porque Parisátide não se arriscaria diante do filho, em matar a esposa do rei e mãe dos herdeiros reais, por causa de Clearco. Parisátide tinha ódio e inveja de Estatira, porque a influência de Parisátide sobre o rei era baseada em respeito e honra, mas Estatira estava aumentando sua influência, por amor e confiança. Ctésias data a morte de Estatira depois da morte de Ciro, mas Dinon diz que a morte ocorreu durante a guerra; Plutarco, que cita as duas versões, considera Ctésias mais fiável, não por confiar em Ctésias, mas porque ele saberia da data do ocorrido e não teria motivos para alterar a data.
Parisátide preparou um pequeno pássaro com uma metade envenenada, e comeu uma metade; Estatira comeu a outra metade, e morreu. Na versão de Dinon, foi Melantas quem partiu o pássaro em dois, dando a metade envenenada para Estatira. Segundo Dinon, foi Gingis, serva de Parisátide, quem preparou o veneno, mas Ctésias diz apenas que Gingis sabia da trama, mas não participou dela. O nome do homem que entregou o veneno é Belitaras (segundo Dinon) ou Melantas (segundo Ctésias).
Estatira morreu com convulsões e muito sofrimento, e compreendeu o mal que havia caído sobre si, fazendo o rei suspeitar da própria mãe, cuja natureza dura e implacável ele conhecia. O rei Artaxerxes II, irritado com sua mãe, ordenou que torturassem os eunucos e Gingis, serva da rainha-mãe. Parisátide tentou manter Gingis em sua casa, mas uma hora em que Gingis, com permissão da rainha, saiu de casa, foi capturada em emboscada pelos homens do rei, e foi condenada à morte.
De acordo com Ctésias, Gingis foi absolvida, mas Artaxerxes ordenou que ela fosse torturada até a morte, o que causou a última briga com sua mãe. Segundo Plutarco, Gingis foi executada da forma que os persas usam para matar os envenenadores: sua cabeça é esmagada por pedras até formar uma massa disforme. Parisátide não foi reprimida ou ferida por Artaxerxes, mas ele a enviou em exílio até a Babilônia, e disse que, enquanto ela vivesse, ele não iria para a Babilônia. O rei, porém, terminou por autorizar o retorno de sua mãe para a corte e ela retomou sua influência.

## Árvore genealógica
|             |             |             |             | Hidarnes III | Hidarnes III | Hidarnes III | Hidarnes III | Hidarnes III | Hidarnes III |          |          |          |          |          |          |  |  |                                |                                |                                |                                |                                |                                |                               |                               | Dario II r. 423–405 a.C.      | Dario II r. 423–405 a.C.      | Dario II r. 423–405 a.C. | Dario II r. 423–405 a.C. | Dario II r. 423–405 a.C. | Dario II r. 423–405 a.C. |               |               |               |               |               |               | Parisátide | Parisátide | Parisátide | Parisátide | Parisátide | Parisátide |          |          |          |          |  |  |  |  |  |  |  |  |  |  |  |  |  |  |  |  |  |  |
|             |             |             |             | Hidarnes III | Hidarnes III | Hidarnes III | Hidarnes III | Hidarnes III | Hidarnes III |          |          |          |          |          |          |  |  |                                |                                |                                |                                |                                |                                |                               |                               | Dario II r. 423–405 a.C.      | Dario II r. 423–405 a.C.      | Dario II r. 423–405 a.C. | Dario II r. 423–405 a.C. | Dario II r. 423–405 a.C. | Dario II r. 423–405 a.C. |               |               |               |               |               |               | Parisátide | Parisátide | Parisátide | Parisátide | Parisátide | Parisátide |          |          |          |          |  |  |  |  |  |  |  |  |  |  |  |  |  |  |  |  |  |  |
|             |             |             |             |              |              |              |              |              |              |          |          |          |          |          |          |  |  |                                |                                |                                |                                |                                |                                |                               |                               |                               |                               |                          |                          |                          |                          |               |               |               |               |               |               |            |            |            |            |            |            |          |          |          |          |  |  |  |  |  |  |  |  |  |  |  |  |  |  |  |  |  |  |
|             |             |             |             |              |              |              |              |              |              |          |          |          |          |          |          |  |  |                                |                                |                                |                                |                                |                                |                               |                               |                               |                               |                          |                          |                          |                          |               |               |               |               |               |               |            |            |            |            |            |            |          |          |          |          |  |  |  |  |  |  |  |  |  |  |  |  |  |  |  |  |  |  |
| Tissafernes | Tissafernes | Tissafernes | Tissafernes | Tissafernes  | Tissafernes  |              |              |              |              | Estatira | Estatira | Estatira | Estatira | Estatira | Estatira |  |  |                                |                                |                                |                                | Artaxerxes II r. 405–359 a.C.  | Artaxerxes II r. 405–359 a.C.  | Artaxerxes II r. 405–359 a.C. | Artaxerxes II r. 405–359 a.C. | Artaxerxes II r. 405–359 a.C. | Artaxerxes II r. 405–359 a.C. |                          |                          |                          |                          | Ciro, o Jovem | Ciro, o Jovem | Ciro, o Jovem | Ciro, o Jovem | Ciro, o Jovem | Ciro, o Jovem |            |            |            |            | Amástris   | Amástris   | Amástris | Amástris | Amástris | Amástris |  |  |  |  |  |  |  |  |  |  |  |  |  |  |  |  |  |  |
| Tissafernes | Tissafernes | Tissafernes | Tissafernes | Tissafernes  | Tissafernes  |              |              |              |              | Estatira | Estatira | Estatira | Estatira | Estatira | Estatira |  |  |                                |                                |                                |                                | Artaxerxes II r. 405–359 a.C.  | Artaxerxes II r. 405–359 a.C.  | Artaxerxes II r. 405–359 a.C. | Artaxerxes II r. 405–359 a.C. | Artaxerxes II r. 405–359 a.C. | Artaxerxes II r. 405–359 a.C. |                          |                          |                          |                          | Ciro, o Jovem | Ciro, o Jovem | Ciro, o Jovem | Ciro, o Jovem | Ciro, o Jovem | Ciro, o Jovem |            |            |            |            | Amástris   | Amástris   | Amástris | Amástris | Amástris | Amástris |  |  |  |  |  |  |  |  |  |  |  |  |  |  |  |  |  |  |
|             |             |             |             |              |              |              |              |              |              |          |          |          |          |          |          |  |  |                                |                                |                                |                                |                                |                                |                               |                               |                               |                               |                          |                          |                          |                          |               |               |               |               |               |               |            |            |            |            |            |            |          |          |          |          |  |  |  |  |  |  |  |  |  |  |  |  |  |  |  |  |  |  |
|             |             |             |             |              |              |              |              |              |              |          |          |          |          |          |          |  |  |                                |                                |                                |                                |                                |                                |                               |                               |                               |                               |                          |                          |                          |                          |               |               |               |               |               |               |            |            |            |            |            |            |          |          |          |          |  |  |  |  |  |  |  |  |  |  |  |  |  |  |  |  |  |  |
|             |             |             |             |              |              |              |              | Atossa       | Atossa       | Atossa   | Atossa   | Atossa   | Atossa   |          |          |  |  | Artaxerxes III r. 358–338 a.C. | Artaxerxes III r. 358–338 a.C. | Artaxerxes III r. 358–338 a.C. | Artaxerxes III r. 358–338 a.C. | Artaxerxes III r. 358–338 a.C. | Artaxerxes III r. 358–338 a.C. |                               |                               |                               |                               | Dario                    | Dario                    | Dario                    | Dario                    | Dario         | Dario         |               |               |               |               | Ariaspes   | Ariaspes   | Ariaspes   | Ariaspes   | Ariaspes   | Ariaspes   |          |          |          |          |  |  |  |  |  |  |  |  |  |  |  |  |  |  |  |  |  |  |

## Posterioridade
- Estatira desempenha um papel fundamental no romance do autor grego Chariton, que provavelmente viveu no século I ou II d.C.

- O asteroide 831 Stateira, descoberto em 1916, recebeu este nome em homenagem a Estatira.